# Ayikule Zhen
Ayikule Zhen (kinesiska: 阿依库勒镇, 阿依库勒) är en köping i Kina. Den ligger i den autonoma regionen Xinjiang, i den nordvästra delen av landet, omkring 690 kilometer sydväst om regionhuvudstaden Ürümqi. Antalet invånare är 39 893. Befolkningen består av 19 369 kvinnor och 20 524 män. Barn under 15 år utgör 29,0 %, vuxna 15-64 år 66 %, och äldre över 65 år 4,0 %.
Genomsnittlig årsnederbörd är 144 millimeter. Den regnigaste månaden är juli, med i genomsnitt 33 mm nederbörd, och den torraste är april, med 3 mm nederbörd.